# صالة قادر هاس
صالة قادر هاس هي صالة مغطاة تقع في مدينة قيصرية، تركيا. تم افتتاح الصالة في 2008 وتستوعب حوالي 7،200 مشجع.